# Rolepa flavilimbata
Rolepa flavilimbata är en fjärilsart som beskrevs av Herrich-Schäffer 1856. Rolepa flavilimbata ingår i släktet Rolepa och familjen silkesspinnare. Inga underarter finns listade.